# Вартские болота
Вартские болота (также: łęgi Warcińskie, Błonia Warcińskie, нем. Warthebruch — историческая область в нижней долине Варты, в пределах Торуньско-Эберсвальдской Прадолины, простирающаяся от Гожува-Велькопольского на востоке до устья Варты и Одра в Костшине-над-Одрон на западе. Частично охраняется как часть национального парка «Уйсьце-Варты» и ландшафтного парка Уйсьце-Варты.

## Геология
Возникновение местных ландшафтных форм связано с балтийским оледенением, когда ледниковый щит остановился в районе нынешнего Поморского поозерья, а воды пра-Вислы стекали на запад, по кромке этого ледникового щита. Большое количество талой воды выработали долину, по которой сейчас протекает река Варта. По отношению к соседним возвышенностям она углублена на несколько десятков метров и имеет черты равнинного ландшафта. Дно, плоское и низкое, покрыто материалами, отложенными талыми водами ледникового покрова и реками, текущими с юга.

## История
До начала XVIII века местная экосистема представляла собой нетронутую человеком структуру. В его состав входили болота, заводи, старицы, пустоши и луга естественного происхождения, периодически затапливаемые рекой Варта, особенно во время весеннего половодья. Устье Варты было внутренней дельтой. Мелкие поселения располагались только в местах, расположенных на возвышенностях и не подвергавшихся опасности затопления крупных наводнений. Деятельность человека ограничивалась охотой на птиц и оленей, а также рыбной ловлей, причем рыбаки происходили из старых деревень средневекового происхождения (например, в Витнице в XVI веке было 36 рыбацких семей).

## Фридриховская колонизация
В XVIII веке прибрежный ландшафт был значительно преобразован в рамках обширной Фридриховская колонизация.
Колонизация этой области была поручена тайному советнику Францу Бальтазару Шенберг фон Бренкенхофф, в тесном сотрудничестве, в частности, с Паулем Готтлибом Шартов, Карлом Самуэлем Кригером, Карлом Фридрихом Граповым, Фридрихом Генрихом Штубенраухом, а также инженерами Исааком Якобом фон Петри и Людвигом Ганом. Идею поддержали влиятельные местные семьи (в том числе фон Вальдов, фон Райценштайн), а также Бранденбургский судебный пристав рыцарей-госпитальеров из Занненбурга. Работы в основном касались регулирования реки (расчистка и обвалование), строительства канав и дренажных каналов, осушения заболоченных земель. Одновременно с этими работами велась интенсивная колонизационная кампания, заселявшая переселенцами из различных германских княжеств, а также с территории Речи Посполитой (в основном раскольников, преследуемых контрреформацией). Фишвердер стал центром работ, где было построено представительное административное здание, называемое Комиссионным домом. Важнейшей целью колонизационной акции было стимулирование экономического развития провинции, значительно пострадавшей во время Семилетней войны, а также подготовка водного пути Висла — Одра. Также планировалось создание дополнительных продовольственных объектов (мясо, сыр, масло, сено) для динамично развивающегося Берлина.
Исаак Якоб фон Петри подготовил первые планы мелиоративных работ в 1766 году, предполагая, что работы начнутся со стороны Кюстрина. В конце концов, они были начаты со стороны Ландсберга и Боркова с параллельным процессом расселения колонистов. Острова, протоки, излучины, старицы и заболоченные места (Вепшице, Хваловице, Колчин, Кошецин) были ликвидированы, а затем построены заливные дамбы (первая была построена в 1767 г.). В последующие годы работы продолжались, регулируя русло реки, строя новые дамбы, а за ними разветвленную сеть водоотводных канав и каналов, предназначенных для отвода излишков воды в Варту. Все работы выполнялись вручную, в тяжелых и зачастую опасных условиях. На левом берегу Варты было создано Костшинское водохранилище (5100 га). Год завершения инвестиции — 1787 год, когда были завершены раскопки 10-километрового канала Фридриха-Вильгельма (Friedrich-Wilhelm-Kanal). Из-за многочисленных затоплений и наводнений, часто сводивших на нет затраченные на строительство усилия, работы продолжались до начала XX века. Их следствием стало глубокое ландшафтное преобразование ранее естественной тугайной территории, связанное не только с непосредственными полевыми работами, но и с деятельностью колонистов, закладывавших пашни, огороды, луга для выпаса скота и насаждения хмеля. Благодаря акции было получено около 30 000 га земли для развития сельского хозяйства.
Колонизация фризского периода повлияла на расширение средневековых деревень в Варте, особенно Колчину, Кшешице, Вепшице, Витницу, Пшеборово, а также на повторное заселение ранее заброшенных Хваловиц и Студёнок. Также были созданы многочисленные новые поселения, рассредоточенные по принципу мезонина, с учредителем как инициатором проекта. Большая часть из них носила названия, отсылающие к американским названиям и экзотическим местам и была направлена на поднятие духа поселенцев, которые должны были ассоциироваться с большими возможностями, отсутствием необходимости эмигрировать и вселяющим оптимизм (Квебек, Мэриленд — Марианки, Пенсильвания — Польне)., Саратога — Защитово, а также Ямайка, Хэмпшир — Будзигнев, Альтона, Аннаполис, Мальта, Саванна, Йоркстаун, Флорида, Луизенвилл, Ной-Йорк, Филадельфия, Корсика, Цейлон — Чаплин и Суматра). Всю местность в просторечии даже называли «Новой Америкой». Существовала также группа названий, относящихся к немецким городам с динамично развивающейся экономикой — Мангейм, Штутгарт и Ной-Дрезден.
После 1945 г. большая часть этих названий была изменена — сохранились Альтона и Мальта (некоторые деревни польские колонисты вообще не пытались заселить и сеть поселений значительно поредела, что было вызвано разными принципами землеустройства, в том числе полным отсутствие опыта земледелия на сильно увлажненных почвах).
Участки земли, заселенные колонистами, обычно имели размер 50-70 х 70-120 м. На них возведилось несколько построек — до семи в самых крупных хозяйствах. Деревни были рассредоточены, а постройки располагались на естественных или искусственных холмах. Были также уличные и рядные дома. Сельские дороги были засажены в основном липами и каштанами. Здания были в значительной степени унифицированы, а проекты повторялись (типовые здания были спроектированы инженерами из окружения Франца фон Бренкенхоффа). Характерной чертой поселений были кирхи фахверковой конструкции (фахверковая стена), часто ставившиеся на искусственных, максимально возвышенных холмах (теоретически Болота была зоной религиозной свободы, где не осуществлялись гонения за исповедуемую веру). Иногда строились внушительные особняки, чаще всего принадлежавшие основателям колоний. Ландшафт разнообразили и ветряные мельницы, также распологавщиеся на более значительных возвышенностях. Переселенцы были обязаны брать на себя работы, связанные с содержанием набережных и гидротехнических устройств.
В 1767—1785 годах прусское правительство израсходовало на освоение тугайных лесов 1 027 915 талеров (более половины из этой суммы ушло на устройство дамб). Таким образом, освоение одной морги земли стоило около десяти талеров. В этот район было привезено 1750 семей, то есть около 8800 колонистов. С экономической точки зрения проект оказался неудачным и в конечном счете породил дополнительные затраты на содержание гидрологических устройств. Франц фон Бренкенхофф, как главный подрядчик проекта, попал в королевскую опалу и даже был обвинен в финансовых растратах, что распространялось и на его соратников, некоторые из которых были сурово наказаны. Обременения, возложенные на переселенцев, оказались для них непосильными по отношению к размерам выделенных им наделов. Это вызвало серьёзное недовольство колонистов, многочисленные конфликты и даже открытые восстания. В некоторых деревнях на реке Варте рухнул традиционный род деятельности жителей, например в Витнице это был промысел, который сменился ремесленничеством, в том числе производством полотна и чулок, здесь также был основан государственный чугунолитейный завод с двумя доменными печами.

## Важность колонизации
Работа по овоению и заселению тугайных лесов реки Варты была делом большого размаха, и один из её исполнителей, Фридрих фон Бухвальд, сравнил её с деятельностью Творца. Это пример вовлечения огромных материальных ресурсов в утопическую идею укрощения природы с целью умножения доходов государства. Непреднамеренным и положительным эффектом деятельности в долине Варты стало гармоничное преобразование природного ландшафта в беспрецедентных для Пруссии в то время масштабах.
В 1970-х гг.планы развития польской музеологии предполагали создание Музея села Нижняя Варта в Богданце в форме музея под открытым небом, но этим планам так и не суждено было сбыться.

## Природа
Ландшафт вартских болот создается в основном открытыми местообитаниями — лугами и пастбищами, сильно изрезанными сетью каналов и канав. Заросли ивы также имеют значительную долю. Гидрологические характеристики этой местности очень динамичны, местами перепады уровня воды в течение года достигают четырёх метров. Совокупность вышеперечисленных особенностей делает прибрежные территории привлекательным местом обитания водоплавающих и болотных птиц, играющих ключевую роль для перелетных, зимующих, гнездящихся и линяющих птиц.
В национальном парке насчитывается 250 видов птиц (в том числе 160 гнездящихся), и этот список не является исчерпывающим. Наиболее многочисленны: кряква, лысуха, серый гусь, а также: черноголовая чайка, баклан (встречается с 1977 г.), краква, хохлатая чернеть и чибис. Редко встречаются: кулик -сорока, серебристая чайка, малая чайка, белокрылая крачка, малая крачка, белая крачка и вертлявая камышевка. Флора здесь представлена около 430 видами сосудистых растений, составляющих 60 растительных сообществ.
Научно-исследовательская станция Польской охотничьей ассоциации работает в Слоньске с 1975 года.